# Антонівська сільська рада (Ставищенський район)
| Антонівська сільська рада — орган місцевого самоврядування у Ставищенському районі Київської області з адміністративним центром у с. Антонівка. Історична дата утворення: в липні 1994 року. Водоймища на території, підпорядкованій даній раді: річка Гнилий Тікич. Сільській раді були підпорядковані населені пункти: - с. Антонівка |

## Склад ради
Рада складалася з 14 депутатів та голови.

### Керівний склад ради
| ПІБ                          | Основні відомості                                                    | Дата обрання | Дата звільнення |
| ---------------------------- | -------------------------------------------------------------------- | ------------ | --------------- |
| Погорілий Олександр Іванович | Сільський голова, 1970 року народження, освіта, член народної партії | 26.03.2006   | 31.10.2010      |

Примітка: таблиця складена за даними джерела